# 10667 van Marxveldt
A 10667 van Marxveldt (ideiglenes jelöléssel 1975 UA) egy kisbolygó a Naprendszerben. Tom Gehrels fedezte fel 1975. október 28-án.
Nevét Cissy van Marxveldt holland írónőről kapta.